# Liquore nero

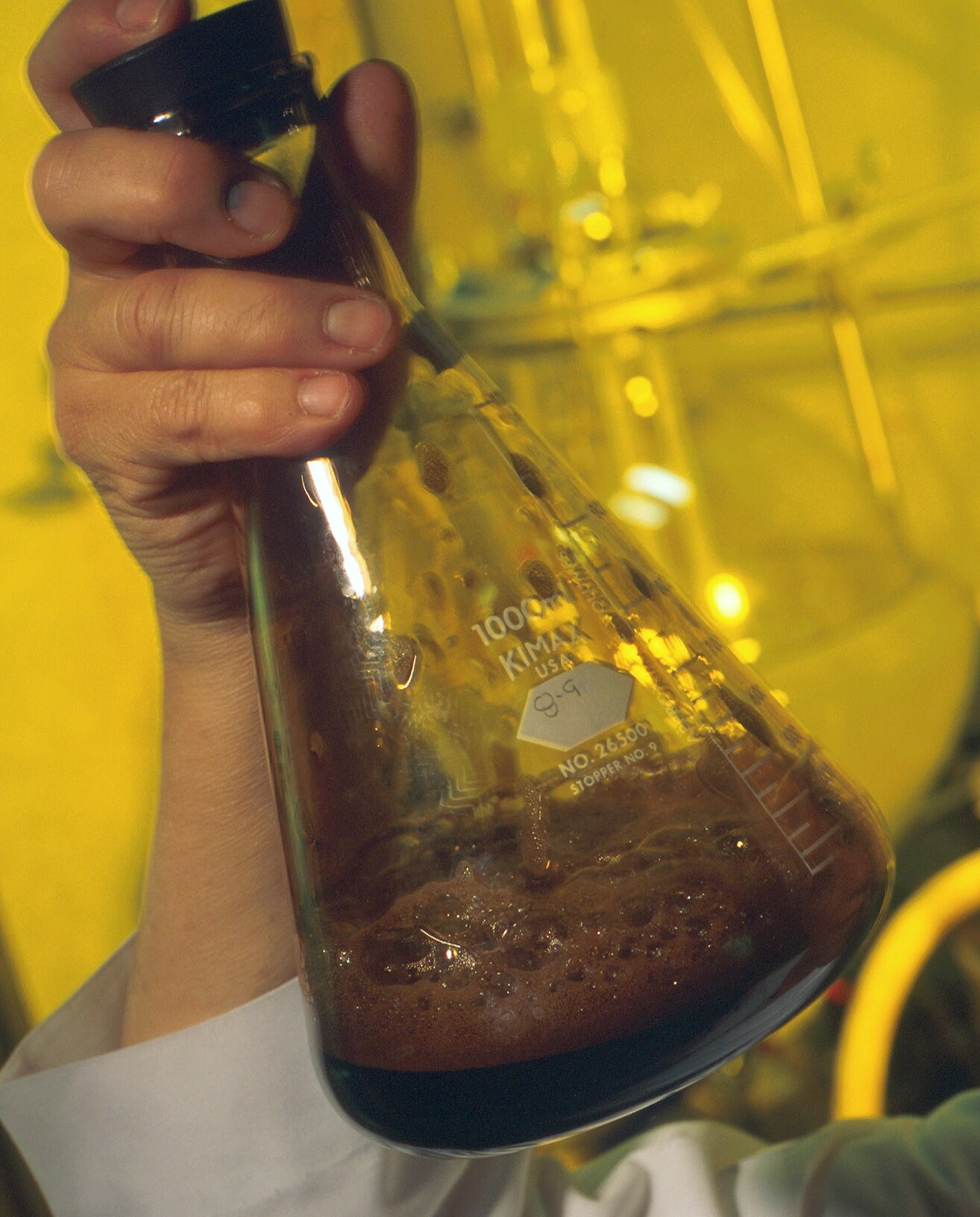
Un campione di liquore nero

Il liquore nero, nell'industria chimica, è il sottoprodotto del processo Kraft durante l'estrazione della pasta di legno in polpa di carta rimuovendo lignina, emicellulosa e altri estratti dal legno per liberare le fibre di cellulosa.
Il materiale equivalente nel processo al solfito è solitamente chiamato liquore bruno, ma vengono utilizzati anche i termini liquore rosso, liquore denso e liquore al solfito.

## Composizione
Il liquore nero è una soluzione acquosa di residui di lignina, emicellulosa e sostanze chimiche inorganiche utilizzate nel processo; comprende il 15% di solidi in peso, di cui due terzi sono sostanze chimiche organiche e il resto sono inorganiche. Normalmente le sostanze organiche nel liquore nero sono per il 40-45% saponi, per il 35-45% lignina e per il 10-15% altre sostanze organiche.
Nella produzione di una tonnellata di pasta di legno vengono prodotte circa 7 tonnellate di liquore nero.
La materia organica nel liquore nero è costituita da componenti di degradazione solubili in acqua/alcali del legno. La lignina viene degradata in frammenti più corti con contenuto di zolfo per l'1-2% e contenuto di sodio per circa il 6% dei solidi secchi. La cellulosa e l'emicellulosa vengono degradate in saponi di acido carbossilico alifatico e frammenti di emicellulosa. Gli estratti danno sapone di tallolio e trementina grezza. I saponi contengono circa il 20% di sodio.
I componenti residui di lignina servono per la conversione idrolitica o pirolitica o solo per la combustione. In alternativa, l'emicellulosa può subire processi di fermentazione.

## Storia
Inizialmente le industrie cartarie scaricavano il liquore nero nei corsi d'acqua circostanti. Tuttavia, questo processo è molto tossico per la vita acquatica e conferisce all'acqua un colore caramello scuro. Lo sviluppo della caldaia di recupero da parte della società G.H. Tomlinson nei primi anni trenta del XX secolo fu quindi un passo importante nell'evoluzione del processo Kraft.
Negli anni novanta, la maggior parte delle cartiere statunitensi consumavano come combustibile quasi tutto il liquore nero sottoprodotto delle loro lavorazioni.
Bruciando il liquore nero come combustibile, le cartiere evitano di scaricare sostanze chimiche tossiche e possono diventare ampiamente autosufficienti dal punto di vista energetico.
Gli impianti del XXI secolo riescono a recuperare quasi il 99% dei prodotti chimici immessi nel digestore, compreso il liquore nero, e a depurare il residuo in impianti di depurazione biologici. Il liquore nero nella combustione provoca diverse reazioni chimiche, in particolare permettendo di produrre fino a 200 t/h di vapore a 60 bar di pressione, soddisfacendo la quasi totalità del fabbisogno degli impianti.

## Utilizzi

### Fonte di energia
Le prime cartiere a utilizzare il liquore nero come fonte energetica risalgono agli anni trenta del XX secolo, con l'introduzione della caldaia di recupero.
La combustione del liquore nero diventa fonte di produzione di vapore mentre anche i prodotti chimici di cottura (idrossido di sodio, solfuro di sodio utilizzati per separare la lignina dalle fibre di cellulosa) vengono recuperati e reintrodotti nel processo produttivo.
Tale riutilizzo ha così consentito alle cartiere, nell tempo, di raggiungere la cogenerazione, ossia l'autosufficienza energetica, con una media del 66% dell'energia elettrica autoprodotta, tanto più che stanno venendo meno anche alcune esigenze: il calore necessario per preriscaldare il cippato nei serbatoi viene fornito direttamente dal liquore nero riscaldato nella caldaia.
Negli Stati Uniti, alcune cartiere hanno consumato la quasi totalità del liquore nero prodotto a partire dagli anni novanta.
Di conseguenza, l'industria dei prodotti forestali è diventata uno dei principali attori in termini di produzione di energie rinnovabili, avendo raggiunto i 28,5 tWh di elettricità all'anno.
Inoltre, la gassificazione ha il più alto potenziale per ottenere la migliore efficienza energetica generando un'energia ricca di gas di sintesi (syngas) dal liquore nero, che può anche essere bruciato in una turbina a gas a ciclo combinato o convertito mediante catalisi in sostanze chimiche o altri tipi di combustibili come metanolo, etere dimetilico o persino diesel dal processo Fischer-Tropsch.

### Biocarburante
La prima produzione di biometanolo risale al settembre 2010, ed è stata effettuata dall'Università di tecnologia di Luleå, in Svezia, nell'impianto pilota della Chemrec di Piteå, azienda specializzata nella gassificazione del liquore nero.
La Chemrec produceva già etere dimetilico (DME), con mezzi termochimici, nell'ambito del progetto europeo Bio-DME sostenuto dal Settimo programma quadro della Comunità europea e dall'Agenzia svedese per l'energia.
Il bio-DME è stato sviluppato anche in collaborazione con Volvo Group, impegnata nella progettazione di motori per veicoli pesanti funzionanti con Bio-DME, con il gruppo danese Haldor Topsøe, specialista in catalizzatori, con Delphi, produttore di iniettori per diesel, e con le compagnie petrolifere TotalEnergies e Preem (Svezia).